# Gajusz Fanniusz
Gajusz Fanniusz, łac. Caius Fannius (II w. p.n.e.) – rzymski polityk, konsul 122 roku p.n.e., prawdopodobnie autor pracy o historii Rzymu, zaliczany do annalistów średnich.
Walczył w III wojnie punickiej. Był związany ze braćmi Grakchami, Tyberiuszem i Gajuszem, oraz stronnictwem popularów, lecz podczas konsulatu przeszedł na stronę optymatów. 
Dzieło historyczne Gajusza Fanniusza nie zachowało się w całości, przetrwało z niego zaledwie osiem fragmentów, stąd trudno określić jego kształt i zawartość. Najprawdopodobniej przedstawił w nim całość dziejów Rzymu, lecz najobszerniej omówił czasy sobie współczesne. Część badaczy przychyla się do poglądu, wedle którego autor tej pracy i konsul 122 roku były dwiema różnymi osobami, tylko noszącymi to samo imię i nazwisko.

## Życiorys
Zachowało się niewiele wiadomości na jego temat. Syn Marka Fanniusza, zwolennik braci Grakchów, choć poślubił córkę Gajusza Leliusza, ich zaciekłego przeciwnika. Wedle niektórych przekazów był słuchaczem, a może i uczniem, filozofa Panajtiosa. Wziął udział w III wojnie punickiej, w 146 roku uczestniczył w szturmach na Kartaginę, walcząc u boku Tyberiusza Grakchusa. Zgodnie z przekazem Plutarcha za okazane wtedy męstwo został odznaczony. Ponownie towarzyszył Tyberiuszowi w kampanii wojennej w Hiszpanii (142/141). W 141 roku lub latach 30. prawdopodobnie piastował urząd trybuna ludowego, później został pretorem, może w 126 roku. 
Dzięki wpływom Gajusza Grakchusa uzyskał konsulat w 122 roku. W jego trakcie zerwał z Gajuszem i popularami, przechodząc na stronę optymatów. Wystąpił przeciwko wnioskowi Grakchusa o nadanie rzymskiego obywatelstwa Latynom, a praw latyńskich wszystkim sprzymierzeńcom w Italii. Wygłosił wówczas głośną mowę De sociis et nomine Latino. Choć niekiedy przypisywano jej autorstwo gramatykowi Gajuszowi Persjuszowi lub nawet kilku nobilom, to Cyceron uznał ją za dzieło Fanniusza, które pochwalił jako kunsztowne i szlachetne. Jego zdaniem mowa była bardzo dobrze napisana, miała wyróżniać się wzniosłym stylem i rytmicznym układem wyrazów. 
Możliwe, że Gajusz Fanniusz należał do kręgu Scypiona Afrykańskiego Młodszego, skoro w swoim dziele historycznym występował w jego obronie i porównywał do Sokratesa.

## Spór o identyfikację
Na bazie przekazu Cycerona część historyków starożytności, w ślad za Plinem Fraccaro, przyjęła, że w tym czasie działało dwóch różnych Rzymian noszących to imię i nazwisko. Jeden z nich miał być synem Marka Fanniusza, zięciem Leliusza i konsulem, zaś drugi synem Gajusza Fanniusza, historykiem, który u boku Tyberiusza walczył w oblężeniu Kartaginy. Inni badacze uznali, że chodzi o jedną i tę samą osobę.

## Dzieło historyczne
Gajusz Fanniusz, zaliczany do annalistów średnich, był autorem pracy poświęconej dziejom Rzymu, według Cycerona noszącej tytuł Annales (Roczniki). Przetrwało z niej tylko osiem fragmentów, z czego dwa mają pochodzić z księgi VIII. Nie wiadomo jednak, czy właśnie tyle liczyło całe dzieło, czy może było ich więcej. Nie sposób powiedzieć nic pewnego o zawartości poszczególnych części. Wysunięto jedynie przypuszczenia, że dwie pierwsze księgi traktowały o najdawniejszych dziejach Rzymu, w kolejnych krótko przedstawiono dalsze stulecia, a najszerzej autor opisał czasy sobie współczesne, na co ma wskazywać, że aż cztery fragmenty spośród zachowanych dotyczącą epoki Grakchów. 
Niektórzy badacze uznali, że jego praca poświęcona była wyłącznie jego czasom współczesnym, jednak zdaniem innych objęła całość dziejów Rzymu, bo nie sposób udowodnić, że zawęził tematykę dzieła. Jeżeli szeroko zajmował się wydarzeniami, w których sam brał udział, to mógł we wcześniejszych księgach więcej miejsca poświęcić genezie napięć w społeczeństwie rzymskim na tle agrarnym.
Do swojego dzieła, wedle informacji Cycerona, wplatał mowy, jak wystąpienie Kwintusa Metellusa przeciw Tyberiuszowi Grakchusowi. Jeden z zachowanych fragmentów może świadczyć o wykształceniu w znajomości filozofii – Fanniusz przywołał pojęcie ironii sokratycznej, wspominając o jednej z wypowiedzi Scypiona Afrykańskiego i porównując ją do słów Sokratesa. Z kolei urywek z księgi I, w którym mowa o dopuszczalności zmiany poglądów, wynikającej z nabytego doświadczenia, sprawia wrażenie próby usprawiedliwienia swojego postępowania względem Gajusza Grachusa. Być może jako pierwszy dziejopis zastosował jako środek stylistyczny archaizowanie wzorowane na języku Katona Starszego.
Praca Gajusza Fanniusza była znana późniejszym greckim i rzymskim historykom, zyskując wśród nich uznanie. Salustiusz chwalił dążenie do prawdy, które miało ją charakteryzować. Według Cycerona wyciąg z tego dzieła przygotował Brutus. Znajomość Fanniusza widać także u Plutarcha, który wspomniał, że to Tyberiusz Grakchus pierwszy wdarł się na mury Kartaginy, a Fanniusz zaraz za nim. Z późniejszych autorów powoływali się na niego także Pryscjan i Charyzjusz. Możliwe, że jego praca odegrała istotne znaczenie w historiografii rzymskiej, bo stała się podstawową wrogiej wobec Grakchów tradycji dziejopisarskiej.
Zachowane fragmenty pracy Fanniusza wydano drukiem w Historicorum Romanorum reliquiae Hermanna Petera i L’annalistique romaine Martine Chassignet.